# جبل باريشا
جبل باريشا يقع في وسط الكتلة الكلسية السورية ويمتد على منطقة تقارب مساحتها 230 كم 2 يحده من الشمال سهل العمق - أنطاكية ومن الغرب جبل الأعلى و سهل الشلف، من الجنوب جبل الزاوية و من الشرق سهل جلقيس في إدلب . ويتراوح الارتفاع الوسطي لهذا الجبل بين 400-500 م.